# Jean-Pierre Meyers
Pour les articles homonymes, voir Meyers.
Jean-Pierre Meyers est un homme d'affaires, né le 8 décembre 1948. Époux de Françoise Bettencourt, il est administrateur de L'Oréal et directeur général de Téthys, holding de la famille Bettencourt, une des premières fortunes de France.

## Biographie
Il est le petit-fils du rabbin Robert Meyers, arrêté à Annemasse et détenu à Drancy avant d'être déporté le 13 février 1943 vers Auschwitz par le convoi numéro 48, et l'arrière petit-fils du rabbin Jules Bauer, directeur du Séminaire israélite de France.
Le 6 avril 1984, il épouse Françoise Bettencourt, unique enfant d'André et Liliane Bettencourt. Leur fils aîné, Jean-Victor Meyers, naît en 1986, suivi de Nicolas en 1988. 
Membre du conseil d'administration de L'Oréal depuis 1987, il en est vice-président depuis 1994. 
En décembre 2010, il est nommé directeur général de Téthys,, holding de la famille Bettencourt Meyers qui contrôle 33,09 % de L'Oréal. Il est vice-président du conseil de surveillance de Téthys.
Il est vice-président de la Fondation Bettencourt Schueller.
Il a été administrateur de Nestlé de 1991 à 2014 dont la famille Bettencourt était actionnaire.
Il est un des actionnaires principaux de la holding de contrôle du site de ventes de vins 1855.com, en liquidation judiciaire.